# Vanguerieae
Vanguerieae es una tribu de plantas pertenecientes a la familia Rubiaceae. 

## Géneros
Según wikispecies
- Afrocanthium - Bullockia - Canthium - Cuviera - Cyclophyllum - Eriosemopsis - Everistia - Fadogia - Fadogiella - Hutchinsonia - Keetia - Meyna - Multidentia - Peponidium - Perakanthus - Plectroniella - Psydrax - Pygmaeothamnus - Pyrostria - Robynsia - Rytigynia - Temnocalyx - Vangueria - Vangueriella - Vangueriopsis

Según NCBI
- Afrocanthium - Ancylanthos - Canthium - Cuviera - Cyclophyllum - Fadogia - Fadogiella - Hutchinsonia - Keetia - Lagynias - Leroya - Multidentia - Neoleroya - Peponidium - Pseudopeponidium - Psydrax - Pygmaeothamnus - Pyrostria - Rhopalobrachium - Robynsia - Rytigynia - Scyphochlamys - Tapiphyllum - Vangueria - Vangueriopsis[1]